# Kongsvinger
Kongsvinger er en bykommune i Innlandet fylke i Norge. Det meste af arealet er skov, men der er også en del landbrug og hundredvis af søer, og vandområder. Kommunen grænser til Eidskog, Sør-Odal, Grue og Sverige. Højeste punkt er Rafjellet der er 576 moh.
Kongsvinger by ligger på begge sider af floden Glomma, med Kongsvinger Fæstning som et landemærke på en højde i den nordlige del af byen. Kongsvinger er regionsenter for Glåmdal, som består af Odalen, Eidskog, Solør og Vinger

## Erhvervsliv og trafik
I Kongsvinger er der 1530 virksomheder, inklusive skov- og jordbrugsvirksomheder. Der er 245 butikker, og 37 er hoteller og restauranter. Statistisk sentralbyrå har en afdeling i byen og den store edbvirksomhed Ibas har sin oprindelse og hovedkontor i Kongsvinger.
Tre jernbanestrækninger mødes i Kongsvinger: Grænsebanen til Charlottenberg i Sverige i sydøst, Solørbanen til Elverum i nord, og Kongsvingerbanen til Oslo i vest. Det indebærer direkte forbindelse med eksprestog til både Stockholm, Karlstad og Oslo.
Den gamle Kongevej fra Oslo til Stockholm går også gennem Kongsvinger. Denne Kongevej går egentlig helt til Sankt Petersborg i Rusland.

## Sport
Rally Finnskog Norway har vært arrangeret i distriktet siden 1982. Start og mål har været i Kongsvinger, og de senere år har der også været en etape på et industriområde inde i byen.

## Kunst og kultur
Kongsvinger fæstning bliver benyttet til koncerter og teaterforestillinger. Et fast indslag er Fæstningsspillene som er et udendørs skuespil som arrangeres på fæstningen hver sommer og handler om livet der i tiden før 1814.
Op gennem historien har kendte digtere og kunstnere som Jonas Lie, Erik Werenskiold og Dagny Juel holdt til i Kongsvinger. I sidstnævntes gamle hjem, Rolighed, holdes det fra tid til anden koncerter. Rolighed huser i dag Kvindemuseet. Kongsvinger kunstforening står for kunstudstillinger på Aamodtgården i Øvrebyen bydel.

## Seværdigheder
De største seværdigheder i Kongsvinger er Kongsvinger Fæstning, Kongsvinger Museum, Kvindemuseet og bydelen Øvrebyen.
Ellers er Odals Værks hovedbygning vest for byen, og Skinnarbøl gårds hovedbygning (Grænseslottet) øst for byen værd at se. På Skinnarbøl tilbragte den svenske dronning Sofia af Nassau mange somre i slutningen af 1800-tallet.

## Venskabsby
Kongsvinger har følgende venskabsbyer:
- Sverige Arvika
- Libanon Ebel es-Saqi
- Danmark Skive
- Finland Ylöjärvi